# شهرستان ماریون، ایلینوی
شهرستان ماریون، (به انگلیسی: Marion County) شهرستانی در ایالت ایلی‌نوی ایالات متحده آمریکا و بر طبق سرشماری ۲۰۱۰ این شهرستان ۳۹۴۳۷ نفر جمعیت داشته‌است.

طبق سرشماری ۲۰۱۰، مساحت این شهرستان ۱۴۹۱٫۹ کیلومتر مربع وسعت داشته که از این مقدار ۰٫۶۴ درصد آب و ۹۹٫۳۶ درصد خشکی می‌باشد.

این شهرستان در ۱۸۲۳ از شهرستان‌های جفرسون و فایتی جدا شده‌است. این شهرستان نام خود را از فرانسیس ماریون (روباه مرداب) یکی از سرداران جنگ انقلاب آمریکا گرفته‌است.
- سیلم، ایلی‌نوی، مرکز شهرستان

## نگارخانه

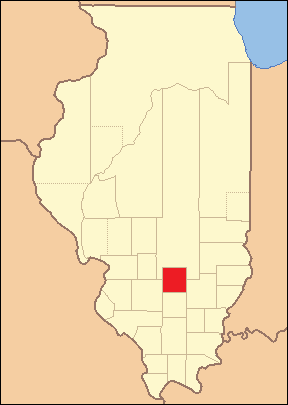

## همسایگان و راه‌ها
همسایگان این شهرستان عبارتند از:
- شمال: شهرستان فایتی
- شمال‌شرق:
- شرق: شهرستان کلی
- جنوب‌شرق: شهرستان وینه
- جنوب: شهرستان جفرسون
- جنوب‌غرب: شهرستان واشینگتن
- غرب: شهرستان کلینتون
- شمال‌غرب:

راه‌های اصلی این شهرستان:
1. بزرگراه میان‌ایالتی ۵۷